# Climate Change : The Facts
 (novembre 2022).
Climate Change : The Facts est un documentaire britannique de 2019 présenté par David Attenborough qui traite du changement climatique et des solutions possibles pour le contrer. Le programme d'une heure est diffusé sur BBC One au Royaume-Uni à 21 heures le 18 avril 2019.

## Production
Le film, d'une durée initialement prévue de 90 minutes, est annoncé par BBC One en octobre 2018, avec pour titre provisoire Two Degrees (« Deux degrés », en français), pour présentateur David Attenborough et pour producteur exécutif Jonathan Renouf. Au moment de l'annonce, le film est en préproduction et sa diffusion est prévue en mars 2019. Carbon Brief souligne qu'il s'agira du premier documentaire consacré au changement climatique diffusé en première partie de soirée par la chaîne depuis la diffusion de Climate Change: Britain Under Threat en 2007,.
Le film, finalement long d'une heure et intitulé Climate Change : The Facts, appartient à une série de documentaires intitulée Our Planet Matters (littéralement, « Notre planète compte ») et consacrée aux enjeux environnementaux, dont le premier est diffusé le 24 mars 2019.
Le documentaire est diffusé sur BBC One à 21 heures le 18 avril 2019.

## Contenu
Le film dresse un état des lieux des connaissances scientifiques sur le changement climatique puis il propose un tour d'horizon des changements nécessaires pour atténuer le réchauffement (énergie, alimentation, etc.). Plusieurs chercheurs de renom interviennent dans le documentaire, à l'image de Michael Mann, James Hansen et Naomi Oreskes. Il évoque également les luttes du mouvement pour le climat, notamment les grèves étudiantes pour le climat initiées par Greta Thunberg,.

## Réception
Le film remporte les éloges de la critique pour avoir mis en évidence les dangers associés au fait de ne pas faire assez pour lutter contre le changement climatique. The Guardian le qualifie d'« appel aux armes entraînant », tandis que The Telegraph salue le choix d'Attenborough comme présentateur : « À une époque où le débat public semble devenir de plus en plus hystérique, il est bon de voir le sujet être présenté avec quelque chose auquel vous pouvez faire confiance. Et nous faisons tous confiance à Attenborough,. »
Dans New Scientist, le journaliste Adam Vaughan estime que le documentaire est « une excellente introduction au changement climatique » et se félicite de la place qu'il accorde aux solutions et actions. Il souligne que sa diffusion s'inscrit dans un récent effort de la BBC pour accorder plus de place à la question du changement climatique.